# Malachi Martin
Malachi Martin SJ (irisch: Maolsheachlann Breandán Ó Máirtín; * 23. Juli 1921 in Ballylongford; † 27. Juli 1999 in New York City) war ein katholischer Priester, zeitweise Jesuit und Autor.

## Leben
Malachi Martin war Ire und wuchs in Irland auf, wo er auch die Schule besuchte. Er wurde zum Priester des Jesuitenordens geweiht und war Professor für Paläografie am Päpstlichen Bibelinstitut. Von 1958 an war er Sekretär von Kardinal Augustin Bea und insbesondere dadurch an der Vorbereitung des Zweiten Vatikanums beteiligt.
Martin war auch jesuitischer Kritiker des Zweiten Vatikanischen Konzils. Nachdem er – unzufrieden über Verlauf und Ergebnis des Konzils – unter dem Pseudonym Michael Serafian 1964 das Buch The Pilgrim in New York bzw. Der Pilger in Hamburg veröffentlicht hatte, gab er seinen Posten bei Bea sowie seine Ordenszugehörigkeit auf, zog sich aus Enttäuschung nach New York zurück und wurde amerikanischer Staatsbürger.
Unter anderem schrieb Martin den Roman Der letzte Papst, in dem er den Verlust des vorkonziliaren Katholizismus beklagt.

## Veröffentlichungen (Auswahl)
- Der letzte Papst. Roman, München 2006, ISBN 3-426-63254-3.
- Die Macht und die Herrlichkeit, Zürich 1989, ISBN 3-905414-90-2.
- The Jesuits. The Society of Jesus and the Betrayal of the Roman Catholic Church, Simon & Schuster, New York 1987, ISBN 0-671-54505-1.
- The decline and fall of the Roman Church, London 1982, ISBN 0-436-27336-5.
- Das letzte Konklave, Wien 1978, ISBN 3-552-03034-4.